# Tetrardisia tetrasepala
Tetrardisia tetrasepala là một loài thực vật có hoa trong họ Anh thảo. Loài này được (King & Gamble) Furtado miêu tả khoa học đầu tiên năm 1959.